# イロイロ ぬくもりの記憶
『イロイロ ぬくもりの記憶』（原題: 爸妈不在家/英題: Ilo Ilo）は、シンガポールの映画監督アンソニー・チェンの初の長編映画である。

## 概要
第66回カンヌ国際映画祭でカメラドール（新人監督賞）、第14回東京フィルメックスで観客賞を受賞したシンガポール映画。長編デビュー作となった若手監督アンソニー・チェンが、自身の少年時代のエピソードをベースに、シンガポール人一家とフィリピン人のメイドとの心の交流を描いた作品。英題の「イロイロ」は、フィリピンの地名イロイロのことで、監督の少年時代のメイドの出身地から取られたもの。

## あらすじ
1997年のシンガポール。両親は共働きの中国系家族で、一人っ子のジャールーは問題児のため母親の悩みの種になっている。そこでフィリピン人のメイドのテレサが雇われ、ジャールーと同じ部屋で暮らすことになった。当初はテレサに反発し問題行動を起こしていたジャールーだったが、真剣に自分と向き合おうとする彼女に次第に心を開いていく。
そんな折、父親がリストラで失業し、母も霊感商法に引っ掛かり大損をしてしまい、家庭内はゴタゴタが続く。
ジャールーとテレサはバトルを繰り返しながらも少しずつ心を通わせ、次第にジャールーにとってテレサが母親以上に身近な存在になっていく。そんな二人に母親はテレサへの嫉妬心が芽生え、新たな悩みが生まれていく。
そして父と母の失態によって経済的余裕がなくなった両親は、テレサをフィリピンに帰国させることにする。空港で見送った帰りの車中、ジャールーはフィリピンの音楽を聴きながら涙を流した。

## 出演
- ジャールー：コー・ジャールー（許家楽）
- テレサ（テリー）：アンジェリ・バヤニ
- ジャールーの母親：ヤオ・ヤンヤン（楊雁雁）
- ジャールーの父親：チェン・ティエンウェン（陳天文）

## スタッフ
- 監督・脚本：アンソニー・チェン
- 撮影：ブノワ・ソレール
- 編集：陳合平、張佩詩

## 受賞
- 第66回カンヌ国際映画祭：カメラ・ドール 受賞
- 第14回東京フィルメックス：観客賞 受賞
- 2013年台湾金馬奨：作品賞、新人監督賞、助演女優賞、脚本賞 受賞
- ウラジオストック国際映画祭：NETPACアワード・主演女優賞 受賞
- ユーラシア国際映画祭：最優秀主演男優賞 受賞
- フィラデルフィア映画祭：作品賞 受賞
- アジア・フィルム・アワード：助演女優賞 受賞
- ミシュコルツ国際映画祭：エキュメニカル賞・国際批評家連盟賞 受賞
- BFIロンドン映画祭：作品賞 受賞
- 香港アジア映画祭：新人監督賞 受賞
- アジア太平洋スクリーン・アワード：監督賞 受賞
- ムンバイ映画祭：監督賞・女優賞 受賞
- キエフ国際映画祭：作品賞・国際批評家連盟賞 受賞
- ドバイ国際映画祭：アジア・アフリカ部門 作品賞・主演女優賞 受賞
- アジア太平洋映画祭：助演女優賞 受賞